# یواس‌اس هانسون (دی‌دی-۸۳۲)
یواس‌اس هانسون (دی‌دی-۸۳۲) (به انگلیسی: USS Hanson (DD-832)) یک کشتی بود که طول آن ۳۹۰ فوت ۶ اینچ (۱۱۹٫۰۲ متر) بود. این کشتی در سال ۱۹۴۵ ساخته شد.